# Quartier des casernes (Bruxelles)
 (janvier 2025).
La mise en forme du texte ne suit pas les recommandations de Wikipédia : il faut le « wikifier ».
Les points d'amélioration suivants sont les cas les plus fréquents. Le détail des points à revoir est peut-être précisé sur la page de discussion.
- Les titres sont pré-formatés par le logiciel. Ils ne sont ni en capitales, ni en gras.
- Le texte ne doit pas être écrit en capitales (les noms de famille non plus), ni en gras, ni en italique, ni en « petit »…
- Le gras n'est utilisé que pour surligner le titre de l'article dans l'introduction, une seule fois.
- L'italique est rarement utilisé : mots en langue étrangère, titres d'œuvres, noms de bateaux, etc.
- Les citations ne sont pas en italique mais en corps de texte normal. Elles sont entourées par des guillemets français : « et ».
- Les listes à puces sont à éviter, des paragraphes rédigés étant largement préférés. Les tableaux sont à réserver à la présentation de données structurées (résultats, etc.).
- Les appels de note de bas de page (petits chiffres en exposant, introduits par l'outil «  Source ») sont à placer entre la fin de phrase et le point final[comme ça].
- Les liens internes (vers d'autres articles de Wikipédia) sont à choisir avec parcimonie. Créez des liens vers des articles approfondissant le sujet. Les termes génériques sans rapport avec le sujet sont à éviter, ainsi que les répétitions de liens vers un même terme.
- Les liens externes sont à placer uniquement dans une section « Liens externes », à la fin de l'article. Ces liens sont à choisir avec parcimonie suivant les règles définies. Si un lien sert de source à l'article, son insertion dans le texte est à faire par les notes de bas de page.
- La présentation des références doit suivre les conventions bibliographiques. Il est recommandé d'utiliser les modèles {{Ouvrage}}, {{Chapitre}}, {{Article}}, {{Lien web}} et/ou {{Bibliographie}}. Le mode d'édition visuel peut mettre en forme automatiquement les références.
- Insérer une infobox (cadre d'informations à droite) n'est pas obligatoire pour parachever la mise en page.

Pour une aide détaillée, merci de consulter Aide:Wikification.
Si vous pensez que ces points ont été résolus, vous pouvez retirer ce bandeau et améliorer la mise en forme d'un autre article.
 (janvier 2025).
Pour les articles homonymes, voir Caserne.

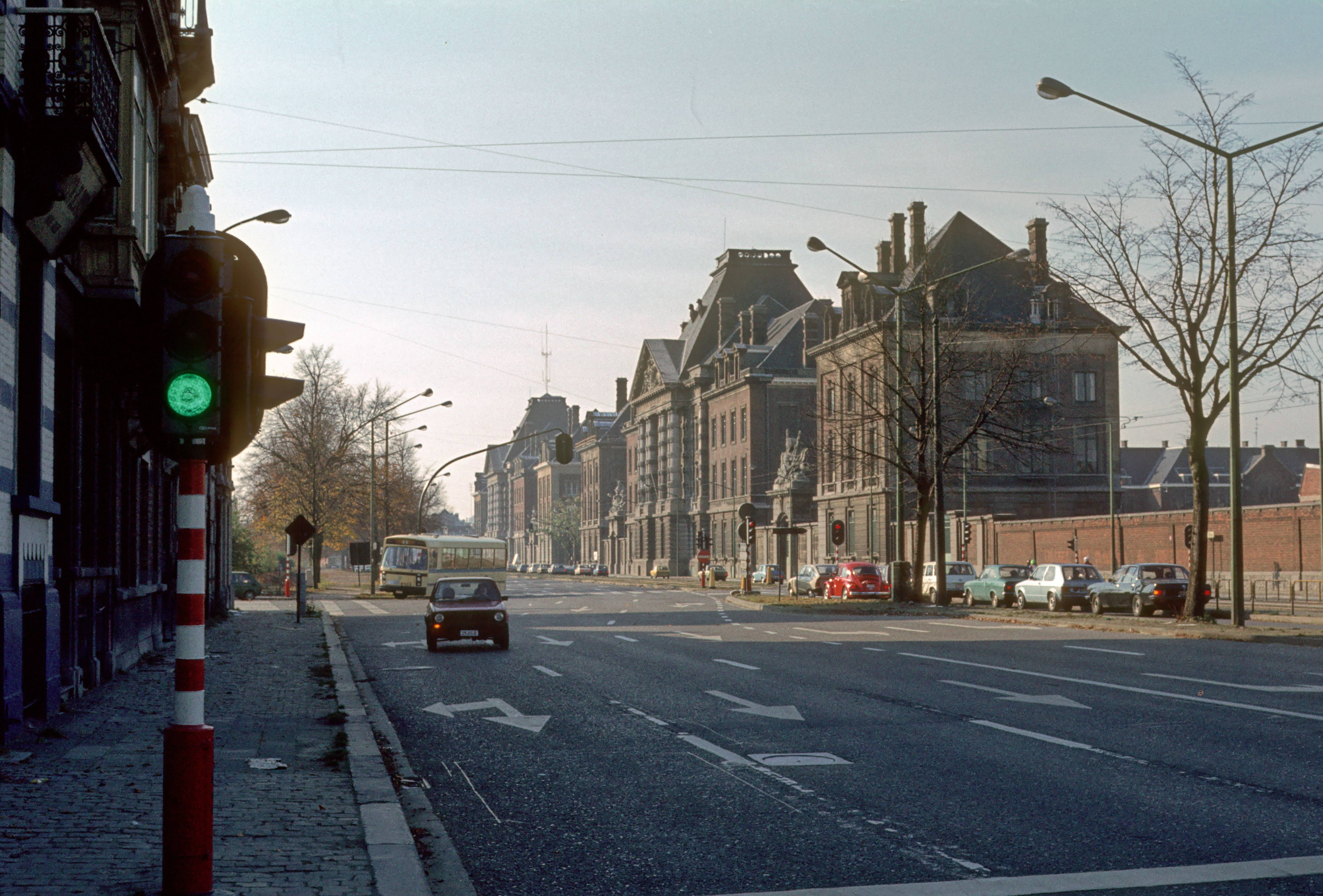
Les anciennes casernes de la gendarmerie (caserne Lieutenant Général Baron de Witte de Haelen et caserne Major Géruzet), situées sur le boulevard Général Jacques, (photo de 1980).

Les anciennes casernes militaires de Bruxelles (en néerlandais : Voormalige militaire kazerne van Brussel), parfois appelées le quartier des casernes (en néerlandais : Kazernewijk), regroupent un ensemble d’anciens bâtiments de l'armée belge situés au sud de Bruxelles, dans les communes d'Etterbeek et d'Ixelles, autour du quartier de La Chasse, notamment sur l'avenue des Casernes, l'avenue de la Couronne ou le boulevard Général Jacques, autrefois appelé « boulevard militaire ». Depuis 2024, une partie du site des anciennes casernes de la gendarmerie à Ixelles a été transformée en cité universitaire dénommée Usquare.

## Bâtiments
Parmi les bâtiments, l'on trouve :
- l'arsenal du Charroi
- l'ancienne école royale de gendarmerie d’Ixelles[2]
- la caserne Fritz Toussaint
- la caserne Lieutenant Général Baron de Witte de Haelen
- la caserne Major Géruzet
- la caserne Rolin, démolie en 1993
- l'ancien hôpital militaire d'Ixelles, démoli en 2002

## Histoire

### XXesiècle
Les différentes casernes furent construites à la fin du XIXe siècle pour le ministère de la Guerre.

### XXIesiècle
En 2017, la Région de Bruxelles-Capitale envisage d'acquérir les casernes d'Ixelles pour les transformer en cité universitaire,.
En 2018, l'école primaire néerlandophone Lutgardis occupe durant 18 mois une partie du site des anciennes casernes de la gendarmerie à Ixelles,. La même année, la caserne Fritz Toussaint est occupée temporairement par 41 organisations.
À partir de 2019, l'ancienne caserne Fritz Toussaint, qui a été rachetée par la Région de Bruxelles Capitale, est au cœur d'un projet baptisé Usquare, qui consiste en la création d'un nouveau quartier regroupant des projets liés à la culture, l'éducation, le durable et l'innovation technologique en partenariat avec les universités de l'ULB et de la VUB,. Selon la Région, les anciennes casernes accueilleront 100% de logements d'ici 2025. La même année, See U présente 5 projets déjà installés dans l'ancienne caserne Fritz Toussaint.
En 2020, le plan d’aménagement directeur des anciennes casernes d’Ixelles est définitivement adopté.
Au début de l'année 2022 débute le chantier sur l'ancienne caserne Fritz Toussaint, dont l'objectif est d'en faire un pôle universitaire,. Parmi les autres projets figurent la construction de logements publics, sociaux et moyens ainsi que de 480 kots étudiants.
En 2024, une nouvelle occupation temporaire des casernes apparait avec le projet Usquare. Cette occupation durera jusqu'en 2027, date à laquelle débuteront les prochains grands chantiers. En février de la même année, les nouveaux locaux de l'ULB et de la VUB situés le long du boulevard Général Jacques sont inaugurés,. Les nouveaux bâtiments présents dans les anciennes casernes seront chauffés grâce à la géothermie.

## Accès
Les casernes étaient situées à proximité de la nationale 4 qui reliait Bruxelles au sud de la Belgique.